# Jean-Kévin Augustin
Jean-Kévin Augustin, född 16 juni 1997, är en fransk fotbollsspelare (anfallare) som spelar för schweiziska Basel.

## Klubblagskarriär

### Paris Saint-Germain
Augustin fostrades i Paris Saint-Germains akademi från elva års ålder, och debuterade för klubbens a-lag som 17-åring den 8 april 2015 i en cupsemifinal mot Saint-Étienne. Han gjorde sin första match från start mot Ajaccio den 16 augusti samma år och kom att spela 13 seriematcher under säsongen 2015/2016, varav nio inhopp. Säsongen därpå gjorde han tio seriematcher för PSG, varav nio inhopp. Under sina dryga två säsonger i Paris Saint-Germains a-lag användes Augustin huvudsakligen som backup till Zlatan Ibrahimović och Edinson Cavani, och var med om att vinna samtliga inhemska titlar. Han spelade 28 matcher i samtliga tävlingar, varav sju från start, och gjorde två mål.

### RB Leipzig
Den 6 juli 2017 värvades Augustin av Bundesliga-klubben RB Leipzig för 13 miljoner euro, och skrev på ett femårskontrakt. Under en månads tid från mitten av september gjorde han fyra mål på fem matcher, varav det sista i klubbens första Champions League-seger nånsin. Sammanlagt spelade han 39 matcher i samtliga tävlingar under sin debutsäsong i Tyskland, under vilka han svarade för 12 mål och sex assist. Han konkurrerade då huvudsakligen med Timo Werner och Yussuf Poulsen. Säsongen därpå gjorde han totalt 30 matcher varav 15 från start, samt åtta mål.

#### Monaco (lån)
Den 1 september 2019 gick Augustin till AS Monaco på lån för hela säsongen, med köpoption. Han debuterade två veckor senare med ett inhopp i en hemmaförlust med 3–4 mot Marseille, men i hård konkurrens med Wissam Ben Yedder, Stevan Jovetic och Islam Slimani figurerade han endast i tio seriematcher under hösten, varav två från start. I januari 2020 avbröts lånet efter att Leeds United visat intresse för spelaren.

#### Leeds United (lån)
Den 27 januari 2020 värvades Augustin av Championship-klubben Leeds United på lån för resten av säsongen, med köpoption för klubben. Värvningen tilldrog sig stor uppmärksamhet men Augustins medverkan till klubbens serieseger och uppflyttning till Premier League samma sommar begränsade sig på grund av skador och konditionsproblem till endast tre inhopp och totalt 48 spelminuter.
När fotbollssäsongen förlängdes in i juli på grund av coronaviruspandemin, valde Leeds att inte förlänga Augustins kontrakt. Leipzig menade att Leeds efter sitt avancemang till Premier League hade förbundit sig att värva Augustin på permanent basis för 18 miljoner pund, något Leeds nekade till. Den 8 december 2020 anmälde Leipzig Leeds United till FIFA för händelsen.

### Nantes
Den 6 oktober 2020 meddelade Nantes att de värvat Augustin och att han hade skrivit på ett tvåårskontrakt med klubben. Efter två månader i klubben och endast tre inhopp, flyttades han ner från A-laget på grund av bristande kondition. I mars 2021 framkom det att Augustin drabbats av långtidskomplikationer av en covid-19-infektion.

### Basel
Den 18 juni 2022 värvades Augustin på fri transfer av schweziska Basel, där han skrev på ett treårskontrakt.

## Landslagskarriär
Augustin har representerat Frankrikes ungdomslandslag på samtliga nivåer från U16 till U21. 2016 blev han både skyttekung och utsedd till turneringens bäste spelare när Frankrike vann U19-EM.